# 川赤瓟
川赤瓟（学名：Thladiantha davidii）是葫芦科赤瓟属的植物，是中国的特有植物。分布于中国大陆的四川等地，生长于海拔1,100米至2,100米的地区，见于路旁、沟边和灌丛中，目前尚未由人工引种栽培。